# Гуйе, Шейк
Шейк Матар Гуйе́ (фр. Cheikh Matar Gueye; 30 декабря 1986, Тиес, Сенегал) — сенегальский футболист, защитник.

## Карьера

### Клубная
Шейк начал свою карьеру в сенегальском «Диарафе». Там он привлек внимание скаутов «Меца», и в 19 лет подписал контракт с французским клубом.
Первый сезон Гуйе провел в дубле «Меца», однако уже в 2006 году Шейк сумел закрепиться в основе и принять участие в возвращении своей команды в Лигу 1.
Всего в составе «Меца» Шейк провел 5 сезонов, сыграв 145 матчей, отличившись дважды.
В августе 2011 года было объявлено, что Гуйе перешёл в дрезденское «Динамо», выступающее во Второй Бундеслиге. По окончании сезона 2013/14 и вылета «Динамо» в Третью Бундеслигу сенегалец покинул клуб.
18 октября 2014 года Гуйе заключил контракт с румынским ЧФР, однако уже через полгода защитник покинул клуб из Клуж-Напоки, так и не сыграв ни одного матча.
Летом 2015 года вошёл в команду Любительского чемпионата Франции «Дранси».

### В сборной
В 2008 году вызывался в состав сборной Сенегала, принял участие в 4 матчах, забил 1 гол.